# Catedral de Estanho

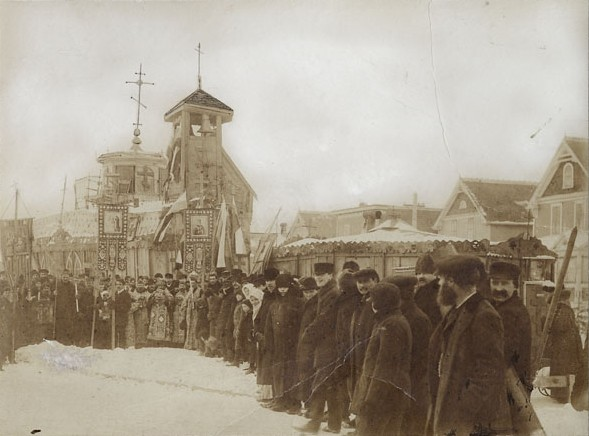
Serafim e a Catedral de Estanho

Catedral de Estanho (ucraniano: Бляшана Катедра, em inglês: Tin Can Cathedral) foi a primeira igreja ucraniana independente na América do Norte e o centro da Igreja Serafinita (seguidores do monge Serafim). Foi fundada na cidade de Winnipeg (Canadá), sem filiação a qualquer igreja europeia.
Imigrantes ucranianos começaram a chegar no Canadá, em 1891, especialmente das províncias austro-húngaras das regiões Galícia e Bucovina. Os recém-chegados da Bucovina eram ortodoxos, enquanto os da Galícia oriental eram católicos de rito oriental; em ambos os casos, estavam familiarizados com o rito bizantino. Em 1903 a população imigrante ucraniana vivendo no oeste do Canadá tornou-se grande o suficiente para atrair a atenção de líderes religiosos, políticos e educadores.

## Pessoas de destaque

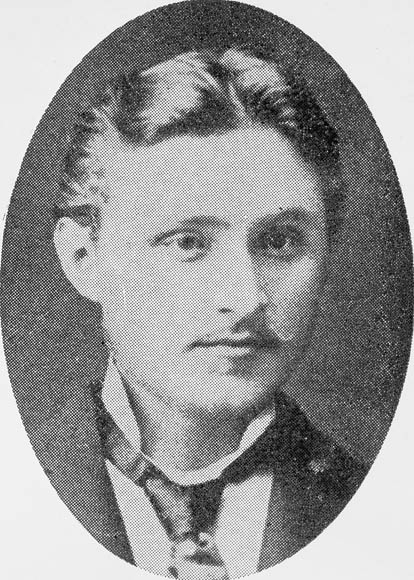
Cyril Genik (1857–1925)

O personagem central da comunidade ucraniana em Winnipeg naquele tempo era Cyril Genik (1857-1925), que tinha vindo da Galícia depois de se formar no colégio em Lviv e iniciado seus estudos em  Direito, por um curto período, na Universidade de Chernivtsi.    Genik era amigo de Ivan Franko, ucraniano autor de "Zorro Mykyta " (Лис Микита) e que foi indicado para o Prêmio Nobel de literatura.  Franko faz uma sátira mordaz sobre o clero de seu tempo e as suas tendências socialistas provavelmente eram compartilhados por Genik, que tinha sido seu padrinho de casamento. Libertar as pessoas do clero, juntamente com a implementação da reforma agrária, foi uma maneira de libertar os camponeses da opressão de proprietários ausentes que mantinham controle sobre a terra em conluio com a hierarquia da Igreja. Após a chegada no Canadá, Genik se tornou o primeiro ucraniano que trabalhou para o governo canadense. Também foi agente de imigração, ajudando recém-chegados a se estabelecer em seus novos lares. Seu primo Ivan Bodrug (1874-1952), e o amigo dele, Ivan Negrich (1875-1946), também tinham vindo da aldeia de Bereziv, no condado de Kolomya; sendo ambos professores do ensino primário na Galícia.    Esses três homens eram o núcleo da intelligentsia da comunidade ucraniana e eram conhecidos como "O triunvirato de Bereziv" (Березівська Трійця). Genik, o mais velho, era o único casado dos três. Sua esposa, Pauline Tsurkowsky, era filha de um sacerdote. O casal teve três filhos e três filhas. 
Outra personagem importante foi o bispo Serafim, cujo nome verdadeiro era Stefan Ustvolsky. Ustvolsky que acabou sendo suspenso pelo Santo Sínodo da Rússia, em São Petersburgo. Sua história pessoal começa quando, por motivos pessoais, viajou ao Monte Atos, onde foi ordenado bispo pelo Santo Anphim, que disse que ele era um bispo (ou pelo menos essa era a história que ele levou para o Novo Mundo).  Depois de ser ordenado, Seraphim viajou para a América do Norte e ficou por um tempo com padres ucranianos na Filadélfia. Quando chegou em Winnipeg, não tinha laços com a Igreja Ortodoxa Russa ou qualquer outra pessoa. No entanto, a população da pradaria ucraniana aceitou-o como um santo missionário, uma tradição que remonta ao início do cristianismo. 
Outra pessoa que participou dos acontecimentos que culminaram na criação da Catedral de Estanho foi Marakii Marchenko, o assistente de Serafim. Marchenko atuou como diácono e cantor, ajudando Serafim, com quem veio dos Estados Unidos, com os serviços da igreja. O arcebispo de Langevin, que estava em San Bonifacio, era o chefe da Diocese Católica Romana de oeste do Canadá e estava em contato direto com o papa em Roma.  Langevin acreditavam que seus sacerdotes eram mais do que preparados para as necessidades da população ucraniana. Outros envolvidos foram o Dr. William Patrick, diretor da Universidade de Manitoba (uma faculdade presbiteriana de Winnipeg), o Partido Liberal de Manitoba e alguns missionários ortodoxos russos.

## Eventos
Se um incidente provocou o drama que se seguiu, este incidente pode ter sido quando um membro do congresso de Manitoba, Joseph Bernier, introduziu uma lei em 1902: "entregando as propriedades dos Igreja Grega Rutena (os ucranianos eram conhecido como 'rutenos') em comunhão com Roma para o controle da Igreja de Roma".  O arcebispo Langevin declarou: "os rutenos devem provar-se católicas entregando suas propriedades à igreja e não, como fazem os protestantes, a um indivíduo ou um comitê de leigos independente do padre ou do bispo". O tamanho da população ucraniana das pradarias também atraiu o interesse dos missionários ortodoxos russos. Neste momento, a Igreja Ortodoxa Russa gastou US$ 100 000 por ano em trabalho missionário na América do Norte.  Igreja Presbiteriana também estava interessada e convidou os jovens da comunidade ucraniana para participar da Universidade de Manitoba (agora Universidade de Winnipeg), onde foram criadas aulas especiais para jovens ucranianos que desejam tornar-se professores.  Fluente em alemão, Dr. King, que era o diretor da universidade, entrevistou os candidatos Bodrug e Negrich em alemão. Genik traduziu os documentos escolásticos deles por escrito do polaco para o inglês. Os dois foram os primeiros estudantes ucranianos de uma universidade na América do Norte (neste momento, a escola fazia parte de Manitoba, Universidade de Manitoba).
Genik, Negrich, e Bodrug agiram rapidamente para tentar assegurar sua comunidade. E trouxeram Serafim, que chegou em Winnipeg, em abril de 1903 para fundar uma igreja que seria independente de qualquer igreja na Europa e que não tivesse nenhum laço de fidelidade com quaisquer outros grupos religiosos interessados nas almas dos novos ucranianos nas pradarias. Para a satisfação dos três, Seraphim fundou uma Igreja Russa Ortodoxa (não Ortodoxa Russa) e declarou-se líder, e, para apaziguar os ucranianos, foi chamada de Igreja Serafimita. Ele provia aos paroquianos um rito oriental, que lhes era familiar, começou a ordenar cantores e diáconos e,"... em 13 de dezembro de 1903, um pequeno edifício no lado leste da rua McGregor, entre as avenidas Manitoba e Pritchard, talvez chamado de 'Igreja do Espírito Santo' foi oficialmente abençoado por Serafim e aberto para os serviços religiosos."  "Em novembro de 1904, Serafim começou a construir sua famosa 'catedral da lata de estanho' na esquina da rua King Street e avenida Stella (...)." Carismático, Serafim " ordenou cerca de 50 sacerdotes e vários diáconos, muitos semi-analfabetos, que realizavam seus deveres sacerdotais em todos os assentamento, pregando uma ortodoxia independente e a propriedade dos bens da igreja. Em dois anos, a Igreja tinha quase 60 000 adeptos (...)".
"Devido a várias indiscrições e problemas com o álcool", Serafim perdeu a confiança dos intelectuais que o haviam convidado para Winnipeg, que deram um golpe para se livrar dele sem perder sua congregação. Serafim foi para São Petersburgo para buscar o reconhecimento e mais fundos do Santo Sínodo da Rússia para a florescente Igreja Serafimita.  Em sua ausência, Ivan Bodrug e Ivan Negrich, que já estudavam teologia na Faculdade de Manitoba, bem como os sacerdotes da Igreja Serafimita, conseguiram garantias de financiamento Presbiteriano a Igreja Serafimita acreditando que ela migraria para o modelo presbiteriano com o tempo. No final do outono de 1904, Serafim voltou da Rússia, mas sem os recursos que queria para a sua igreja,  e descobriu a traição, excomungando imediatamente todos os padres envolvidos. Fotos deles foram publicadas em jornais locais com seus nomes impressos no peito como se fossem criminosos. Sua vingança foi breve e logo ele soube que tinha sido excomungado pelo Santo Sínodo da Rússia: "(...) Quando o Santo Sínodo excomungou Seraphim e todos os seus sacerdotes, ele partiu, em 1908, para nunca mais voltar."

## Resultado
Após os acontecimentos uma comunidade ucraniano-canadense nasceu nas pradarias canadenses.
Ivan Bodrug, um dos amotinados da Igreja Serafimita, tornou-se chefe da nova Igreja independente e mostrou-se um padre muito carismático, pregando um cristianismo evangélico de influência presbiteriana. Ele viveu até a década de 1950. Edifícios da Igreja Independente estavam localizados na esquina da Avenida Pritchard e da rua McGregor, e, embora o primeiro já tenha sido demolido (que era o utilizado por Serafim como sua primeira igreja), o segundo (construído com fundos presbiterianos) ainda está de pé em frente ao Templo do Trabalho, na parte norte de Winnipeg.
O Arcebispo Langevin aumentou seus esforços tentando assimilar a comunidade ucraniana no seio da comunidade católica romana. Ele levantou a Igreja Basiliana de São Nicolau com padres belgas, padre Delaere e outros, que liam a missa em antigo eslavo eclesiástico, vestidos de acordo com ritual grego e davam sermões em polonês. Esta igreja estava do outro lado da rua da independente catedral católica ucraniana de Santos Vladimir e Olga na rua McGregor, ao norte de Winnipeg. Esta competição proporcionou uma grande oportunidade para as crianças ucraniano-canadenses aprenderem a falar a língua ucraniana. 
O Partido Liberal, sabendo que os ucranianos não eram aliados do arcebispo Langevin e dos católicos romanos alinhados com o Partido Conservador, tomou a iniciativa e financiou o primeiro jornal em língua ucraniana no Canadá, Kanadiskyi Farmer ("O agricultor canadense"), dos quais o primeiro editor foi ninguém menos que Ivan Negrich.
Serafim tinha desaparecido em 1908, mas há relatos sobre ele no Ukrainskyi Holos (um jornal ucraniano ainda hoje publicado em Winnipeg cujo título pode ser traduzido como "A Voz da Ucrânia") vendendo Bíblias para trabalhadores da Colúmbia Britânica em 1913. De acordo com outras versões, ele voltou para a Rússia.
Cyril Genik se mudou com sua filha mais velha e um de seus filhos para os Estados Unidos, em Dakota do Norte, por um tempo; depois voltou, e morreu em 1925.
Makarii Marchenko, após o desaparecimento de Serafim, declarou-se não apenas o novo bispo da Igreja Serafimita, mas também arqui-patriarca, arqui-papa, arqui-comandante  e arqui-príncipe. Para evitar surpresas ou mostrar favoritismo, e como boa precaução, excomungou o papa e o Santo Sínodo da Rússia. Há registros dele viajando pelas áreas rurais e pregando entre os ucranianos que precisavam de seus ritos orientais até pelo menos a década de 1930.